# Puente Cinvat

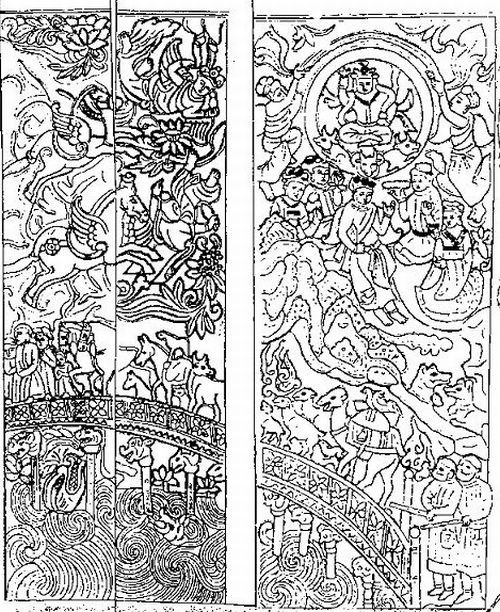
La representación del Puente Cinvat sobre el sarcófago de Wirkak, que fue un sa-pao sogdiano. 580 d. C.

El Puente Cinvat  o Chinvat (en avéstico Cinvatô Peretûm,  "puente del juicio" o "puente con forma de pilar amontonado") o el "puente de quien recibe", en el zoroastrismo es el "puente del que criba", que separa el mundo de los vivos del mundo de los muertos. Todas las almas deben cruzar el puente después de la muerte. El puente está custodiada por dos perros de cuatro ojos. Un mito relacionado con el de Yama, el gobernante hindú del Infierno que también vigila las puertas del mismo con sus dos perros de cuatro ojos.
La apariencia del puente variaba dependiendo del asha o rectitud del observador, o la justicia. Como se relata en el texto conocido como el Bundahishn, si una persona ha sido malvada, el puente aparecería cada vez más estrecho hasta llegar a hacerse como el filo de un cuchillo y surgiría el demonio Vizaresh que arrastraría su alma malvada (dregvant) al druj-demana (la Casa de las Mentiras), un lugar de castigo eterno y sufrimiento, similar al concepto de Infierno. Sin embargo, si los buenos pensamientos, palabras y acciones en la vida de una persona fueron muchos, el puente podría ser lo suficientemente ancho como para el alma justa pudiera cruzarlo, y la Daena, una joven de bella figura, un espíritu que representa la revelación, que representa sus buenos pensamientos, palabras y acciones les acoge y un tribunal divino formado por Mithra (pacto, acuerdo), Sraosha (obediencia, disciplina) y Rashnu (juez), asistido por Arshtat (justicia) le conceden la categoría de alma justa (ashavan) y permiten que Daena la conduzca a la "Casa del Canto", el Paraíso eterno.
Aquellas almas que cruzan con éxito el puente se unen a Ahura Mazda. A menudo, el Puente Cinvat es identificado con el arco iris o con la Vía Láctea, como en el caso del profesor C. P. Tiele. Sin embargo, otros estudiosos como C. F. Keary y Ferdinand Justi no están de acuerdo con esta interpretación, citando otras descripciones del Puente Cinvat como recto hacia arriba, en lugar de curvilíneo.
A diferencia del juicio del más allá en el cristiano, la condena en el infierno zoroastriano no es eterna. Tras la renovación final del universo (Frashokereti), el Drujō Demāna será destruido y las almas condenadas serán purificadas y liberadas. 
El concepto del puente Cinvat es similar a la de As-Sirat en el Islam.